# Peter Bamford
Pas d'image ? Cliquez ici
Peter Bamford, né le 6 mars 1954 à Londres est un homme d'affaires et un pilote automobile anglais.

## Carrière
De 1997 à 2006, il fait partie du conseil d'administration de Vodafone,.
Il commence sa carrière de pilote automobile en 2006 en British GT (en),.
En 2008, dans le championnat International GT Open, il remporte la manche de Monza à bord de la Ferrari F430 GTC de Advanced Engineering,. En parallèle, il participe au British GT.
En 2009, il participe aux Le Mans Series,.
En mai 2017, il est nommé pour être vice-président et administrateur principal indépendant de la société Spire Healthcare.